# Bernard Haufiku
Bernard Shidute Haufiku,  nicht selten auch Bernhard (mit h),  (* 19. September 1966, Südwestafrika, heute Namibia) ist ein namibischer Arzt, Politiker der SWAPO und war zwischen 2015 und dem 19. Dezember 2018 Minister im Ministerium für Gesundheit und Soziale Dienste. Er wurde von Staatspräsident Hage Geingob als Sonderberater für Gesundheit in das Büro des Vizepräsidenten versetzt.
Haufiku ging nach seiner schulischen Bildung zum Studium nach Südafrika. Er machte 1989 einen B. Sc.-Abschluss an der Universität des Westkaps, dem Ein Medizinstudium an der Witwatersrand-Universität (1990–1994) folgte. 1999 machte Haufiku eine Fortbildung in Anästhesie am Colleges of Medicine of South Africa ebenfalls in Südafrika.
Haufiku arbeitete zunächst in zahlreichen staatlichen und privaten Krankenhäusern in Namibia. Von 2001 bis 2015 war er Teamarzt der namibischen Fußballnationalmannschaft, ehe er als Minister in die Politik wechselte. Er ist weiterhin aktiv als Arzt tätig.